# Wolwelange
Wolwelange (Luxemburgs: Wolwen, Duits: Wolwelingen) is een plaats in de gemeente Rambrouch en het kanton Redange in Luxemburg.
Wolwelange telt 468 inwoners (2014).
Arsdorf · Bigonville · Bilsdorf · Eschette · Folschette · Haut-Martelange · Holtz · Hostert · Koetschette · Perlé · Rambrouch · Rombach · Schwiedelbrouch · Wolwelange

Luxemburgse gemeenten · Kanton Redange · Luxemburg